# Полярна акула
Поля́рна аку́ла (Somniosus) — рід акул з родини Полярних акул (Somniosidae), ряду катраноподібних (Squaliformes). Деякі представники роду можуть сягати довжини до 7 м, таким чином є одними з найбільших серед акул.

## Види
- Підрід Rhinoscymnus
  - Somniosus longus (Tanaka, 1912) — Акула жаб'яча
  - Somniosus rostratus (Risso, 1827) — Полярна акула мала
- Підрід Somniosus
  - Somniosus antarcticus Whitley, 1939 — Полярна акула антарктична
  - Somniosus microcephalus (Bloch & Schneider, 1801) — Полярна акула ґренландська, або темна
  - Somniosus pacificus Bigelow & Schroeder, 1944 — Полярна акула тихоокеанська